# 한미 원자력 협정
한미 원자력 협정은 대한민국 정부와 미국 연방 정부간에 맺은 원자력 연료의 이용에 관한 상호 협정으로, 정식명칭은 “원자력의 민간이용에 관한 대한민국 정부와 미합중국 정부간의 협력을 위한 협정”(영어: Agreement for Cooperation between the Government of the Republic of Korea and the Government of the United States of America concerning Civil Use of Atomic Energy)이다. 1974년 발효된 기존 협정안에서는 대한민국 정부가 미국 연방 정부 측의 사전 동의나 허락 없이 핵연료의 농축과 재처리를 하지 못하도록 제한하였으나, 42년 만인 2015년 11월 26일에 기존 원자력협정을 대체할 개정안이 발효되었다. 새 협정이 발효됨에 따라 한국은 미국의 사전 동의를 받지 않고도 사용후핵연료를 국내 시설에서 부분적으로 재처리해 일부 연구 활동을 자유롭게 수행할 수 있게 되었다. 또한, 미국산 우라늄의 20% 미만 저농축과, 사용 후 핵연료에 대한 건식 재처리 방식인 '파이로 프로세싱'의 추진 경로를 마련하게 되었다. 한미 원자력 협정 개정의 주요내용은 아래와 같다.
1. 3대 중점 추진분야에서의 선진적, 호혜적 협력 확대-사용후핵연료 관리, 원전연료의 안정적 공급, 원전수출 증진
2. 한국의 강화된 원자력 역량에 걸맞는 실리 확보와 선도적 역할 확인-원자력 연구개발의 자율성 확보, 원자력 안전 및 환경보호 협력 강화 등
3. 전략적, 미래지향적 이행 협력 체계 구축-상설 고위급위원회(차관급) 신설
4. 주권존중 및 상호적 권한 행사 원칙 확인
5. 유효기간 단축-유효기간 20년으로 단축 및 1년전 사전 통보로 협정 종료 가능 규정

## 연혁
- 1956년 2월 3일: “원자력의 비군사적 사용에 관한 대한민국 정부와 미합중국 정부 간의 협력을 위한 협정”에 서명
- 1958년 3월 14일 및 1965년 7월 30일 개정
- 1972년 11월 24일: “원자력의 민간이용에 관한 대한민국 정부와 미합중국 정부간의 협력을 위한 협정”서명
- 1973년 3월 19일: 발효
- 1974년 5월 15일: 개정
- 1974년 6월 16일: 개정안 발효, 발효일로부터 41년간 효력
- 2010년 10월 25일: 워싱턴에서 제1차 한미 원자력협정 개정 협상 개최.[1]
- 2011년 3월 3일 서울에서 제2차 협상 개최 이후 2014년 11월까지 제11차 협상 진행
- 2013년 4월 24일: 한국-미국, 협정 만기 연장 공식 발표.[2]
- 2014년 3월 18일: 한미 원자력협정 만기 2년 연장안 공식 발효
- 2015년 4월 22일: 한미 협상타결 및 개정 원자력협정 가서명.[3]
- 2015년 11월 25일: 오후 6시(한국시간) 새 원자력협정 발효

## 본문(발췌)
대한민국 정부와 미합중국 정부는 동력용 원자로 및 연구용 원자로의 설계, 건설 및 가동과 원자력의 기타 평화적 이용의 개발에 관한 정보의 교환을 포함하여 원자력의 평화적 및 인도적 이용의 실현을 목표로 하는 연구 및 개발계획을 추구하기를 희망하며, 또한 대한민국 정부와 미합중국 정부는 상기 목적을 달성하기 위하여 상호협력하기 위한 본 협정을 체결하기를 희망하며,
제 8조 
A. 본 협정에 따라 공급되는 농축 우라늄은 동위원소U-235를 20퍼센트까지 함유할 수 있다. 본 협정에 따라 공급되는 동위원소U-235의 농축 우라늄 일부는 위원회가 양도의 기술적 또는 경제적 타당성이 있다고 인정할 경우에 동위원소 U-235를 20퍼센트 이상 함유하고 있는 물질의 형태로 제공될 수 있다.
B. 대한민국정부의 관할하에 양도되는 동위원소 U-235의 농축 우라늄의 양은 대한민국의 원자로 또는 원자로 실험 및 그들의 효과적이고 계속적인 가동을 위한 연료 공급을 포함하여 본 협정에서 인정된 목적달성에 필요하다고 상호 합의한 양을 포함할 수 있다.
C. 본 협정 또는 대치된 협정에 따라 미합중국으로부터 인수하는 특수핵물질이 재처리를 하거나, 또는 본 협정이나 대치된 협정에 따라 미합중국으로부터 인수 될 연료 성분이 원자로로부터 제거되어야 하거나 또는 그 형태나 내용에 변형을 가하게 되는 경우에는, 제11조의 규정을 효과적으로 적용할 수 있도록 양 당사자가 공동으로 결정하여 양당사자가 수락하는 시설 내에서 동 재처리 또는 변형을 한다.
제 9조 본 협정 또는 대치된 협정에 따라 미합중국정부로부터 대한민국정부에 동력용으로 양도되는 동위원소 U-235의 농축 우라늄을 생산하는데 필요한 분리 작업량은 시설총량 5,000메가와트(전력)을 보유하는 원자로의 연료주기를 유지하는데 필요한 양을 초과하지 아니한다.
제 10조 대한민국 정부는 다음의 것을 보장한다.
(1) 제11조에 규정된 안전조치를 유지하도록 한다.
(2) 본 협정 또는 대치된 협정에 의거하여 구매 혹은 기타 방법에 의하여 대한민국 정부 또는 대한민국 정부 관할하의 권한을 위임받은 주체에게 양도된 장비와 장치를 포함한 물질과 또한 동 물질, 장비 또는 장치를 사용하여 생산된 특수핵물질은 원자무기의 제조, 또는 원자무기의 연구 또는 개발, 또는 기타 군사적 목적을 위하여 사용되지 아니하도록 한다.
(3) 본 협정 또는 대치된 협정에 의거하여 대한민국 정부 또는 대한민국 정부 관할하의 권한을 위임받은 주체에게 양도된 장비와 장치를 포함한 물질은, 위원회가 제3국 또는 국가집단의 관할에 양도하는 것을 동의하는 것을 제외하고는 또한 동 양도가 위원회의 의견으로 보아 미합중국 정부와 제3국간 또는 국가집단간의 협력을 위한 협정의 범위에 경우만을 제외하고는, 권한을 위임받지 아니한 주체에게 또는 대한민국 정부의 관할 밖으로 양도되지 아니하도록 한다.
제 15조
본 협정은 각 정부가 타방정부로부터 본 협정 발효를 위한 모든 법정 상 및 헌법상의 요건을 이행하였다는 서면통고를 접수한 일자에 발효하며, 또한 20년간 효력을 가진다.